# 鳥羽市
鳥羽市（とばし）は、三重県南東部にある市。
1954年（昭和29年）志摩郡鳥羽町・加茂村・長岡村・鏡浦村・桃取村・答志村・菅島村・神島村が合併して発足した。

## 地理

### 位置
志摩半島の北東端にあり、西を伊勢市、南を志摩市と接する。北と東は海に面し、伊勢湾と太平洋を分ける位置にある。半島部のほか、神島、答志島、菅島、坂手島の4つの有人離島がある。
気候は温暖で、美しいリアス式海岸が広がっていることから、市域全体が伊勢志摩国立公園に指定されている。
鳥羽港は漁港と海上交通の両方で重要な存在である。伊良湖水道を挟んだ対岸に渥美半島（大半が愛知県田原市）があり、伊勢湾フェリーによって連絡する。4つの有人島のうち、神島は田原市の伊良湖岬からの方が距離が近く、鳥羽港・伊良湖港の双方と船便で結ばれている。

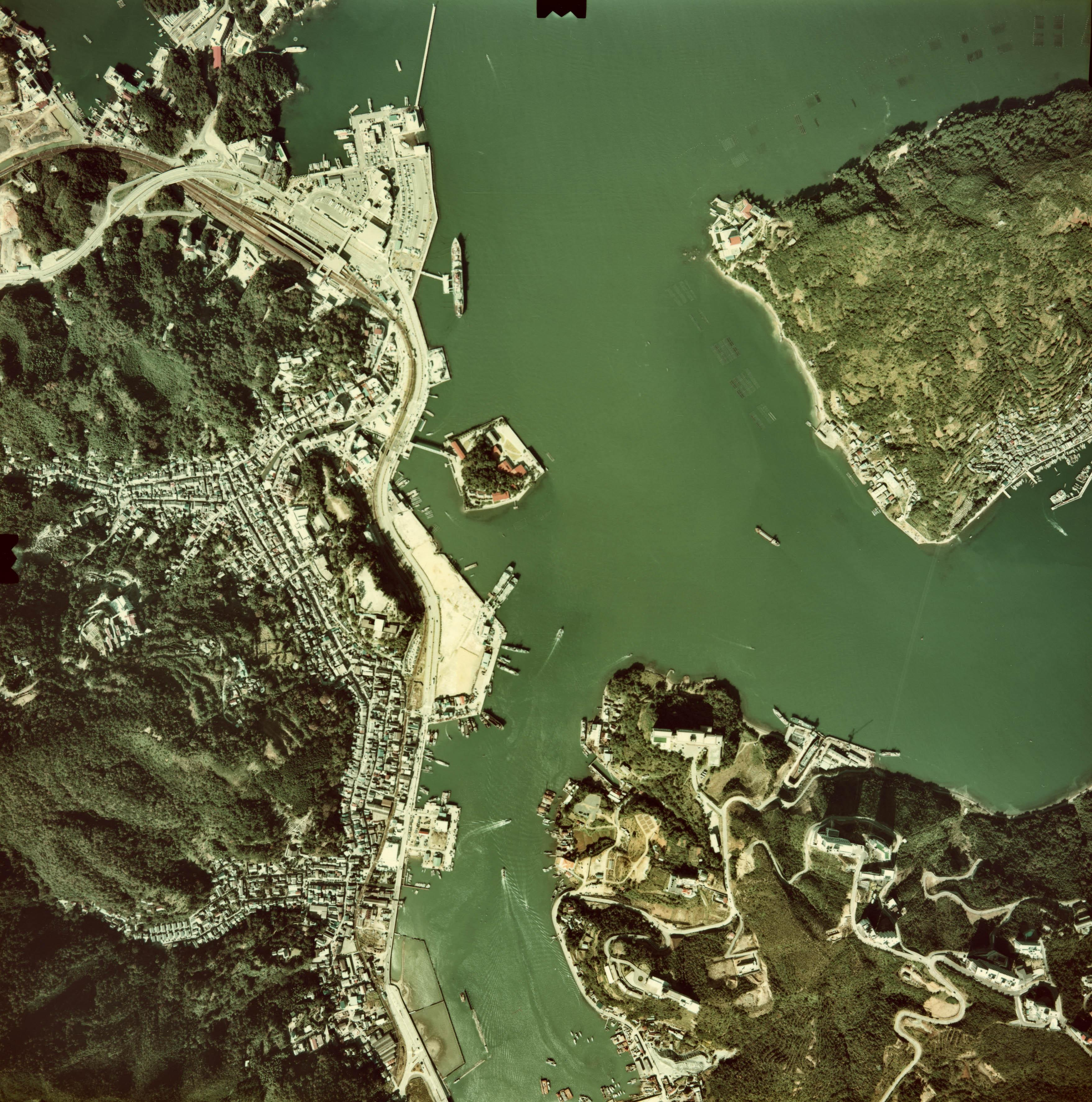
鳥羽港

### 地形

#### 島嶼
主な島
- 神島
- 菅島、答志島
- 坂手島
- 誓願島
- 三ツ島
- イルカ島
- 大築海島
- 小築海島
- ミキモト真珠島

#### 河川
主な川
- 加茂川

#### 山岳
主な山
- 朝熊山（鳥羽市・伊勢市境、555m）
- 青峰山（鳥羽市・志摩市境、336m）
- 鳥羽三山（日和山・樋ノ山・城山）

### 気候
| 鳥羽（1991年 - 2020年）の気候      | 鳥羽（1991年 - 2020年）の気候 | 鳥羽（1991年 - 2020年）の気候 | 鳥羽（1991年 - 2020年）の気候 | 鳥羽（1991年 - 2020年）の気候 | 鳥羽（1991年 - 2020年）の気候 | 鳥羽（1991年 - 2020年）の気候 | 鳥羽（1991年 - 2020年）の気候 | 鳥羽（1991年 - 2020年）の気候 | 鳥羽（1991年 - 2020年）の気候 | 鳥羽（1991年 - 2020年）の気候 | 鳥羽（1991年 - 2020年）の気候 | 鳥羽（1991年 - 2020年）の気候 | 鳥羽（1991年 - 2020年）の気候 |
| 月                                 | 1月                           | 2月                           | 3月                           | 4月                           | 5月                           | 6月                           | 7月                           | 8月                           | 9月                           | 10月                          | 11月                          | 12月                          | 年                            |
| ---------------------------------- | ----------------------------- | ----------------------------- | ----------------------------- | ----------------------------- | ----------------------------- | ----------------------------- | ----------------------------- | ----------------------------- | ----------------------------- | ----------------------------- | ----------------------------- | ----------------------------- | ----------------------------- |
| 最高気温記録 °C （°F）             | 18.2 (64.8)                   | 21.4 (70.5)                   | 24.1 (75.4)                   | 28.7 (83.7)                   | 32.6 (90.7)                   | 35.9 (96.6)                   | 37.0 (98.6)                   | 38.3 (100.9)                  | 36.6 (97.9)                   | 30.4 (86.7)                   | 25.6 (78.1)                   | 24.5 (76.1)                   | 38.3 (100.9)                  |
| 平均最高気温 °C （°F）             | 8.9 (48)                      | 9.5 (49.1)                    | 13.2 (55.8)                   | 18.6 (65.5)                   | 23.0 (73.4)                   | 25.9 (78.6)                   | 30.0 (86)                     | 31.2 (88.2)                   | 27.4 (81.3)                   | 21.9 (71.4)                   | 16.5 (61.7)                   | 11.4 (52.5)                   | 19.8 (67.6)                   |
| 日平均気温 °C （°F）               | 5.2 (41.4)                    | 5.5 (41.9)                    | 8.6 (47.5)                    | 13.7 (56.7)                   | 18.2 (64.8)                   | 21.7 (71.1)                   | 25.8 (78.4)                   | 26.9 (80.4)                   | 23.5 (74.3)                   | 18.1 (64.6)                   | 12.6 (54.7)                   | 7.6 (45.7)                    | 15.6 (60.1)                   |
| 平均最低気温 °C （°F）             | 1.6 (34.9)                    | 1.7 (35.1)                    | 4.3 (39.7)                    | 9.0 (48.2)                    | 13.7 (56.7)                   | 18.2 (64.8)                   | 22.5 (72.5)                   | 23.5 (74.3)                   | 20.3 (68.5)                   | 14.6 (58.3)                   | 8.7 (47.7)                    | 3.7 (38.7)                    | 11.8 (53.2)                   |
| 最低気温記録 °C （°F）             | −5.2 (22.6)                   | −4.9 (23.2)                   | −2.9 (26.8)                   | −0.2 (31.6)                   | 5.5 (41.9)                    | 11.4 (52.5)                   | 15.6 (60.1)                   | 17.4 (63.3)                   | 12.4 (54.3)                   | 5.8 (42.4)                    | −0.5 (31.1)                   | −3.4 (25.9)                   | −5.2 (22.6)                   |
| 降水量 mm （inch）                 | 82.4 (3.244)                  | 90.2 (3.551)                  | 174.3 (6.862)                 | 212.2 (8.354)                 | 256.3 (10.091)                | 264.3 (10.406)                | 204.6 (8.055)                 | 187.0 (7.362)                 | 399.0 (15.709)                | 330.1 (12.996)                | 141.9 (5.587)                 | 86.4 (3.402)                  | 2,428.5 (95.61)               |
| 平均降水日数 （≥1.0 mm）           | 5.6                           | 6.2                           | 9.9                           | 10.0                          | 10.9                          | 13.1                          | 11.6                          | 8.9                           | 12.6                          | 11.1                          | 6.9                           | 5.9                           | 112.7                         |
| 平均月間日照時間                   | 180.6                         | 167.6                         | 191.4                         | 194.9                         | 199.4                         | 148.9                         | 182.9                         | 215.6                         | 152.1                         | 158.3                         | 160.2                         | 176.9                         | 2,128.7                       |
| 出典1：Japan Meteorological Agency |                               |                               |                               |                               |                               |                               |                               |                               |                               |                               |                               |                               |                               |
| 出典2：気象庁                      |                               |                               |                               |                               |                               |                               |                               |                               |                               |                               |                               |                               |                               |

### 町名
- 旧鳥羽町地区 - 堅神町、屋内町、池上町、小浜町、鳥羽一～五丁目、鳥羽町
- 旧加茂村地区 - 船津町、幸丘、若杉町、河内町、岩倉町、松尾町、白木町、大明西町、大明東町、安楽島町、高丘町
- 旧鏡浦村地区 - 浦村町、石鏡町
- 旧長岡村地区 - 国崎町、相差町、畔蛸町、千賀町、堅子町
- 坂手島 - 坂手町
- 菅島 - 菅島町
- 答志島 - 桃取町、答志町
- 神島 - 神島町

## 歴史
鳥羽港#歴史も参照。
近世以降、志摩国の政治・経済・文化の中心地、鳥羽藩の城下町として発展してきた。明治以降も志摩地方の行政・経済の中心として栄えた。

### 沿革
- 1954年（昭和29年）11月1日 - 志摩郡鳥羽町・加茂村・長岡村・鏡浦村・桃取村・答志村・菅島村・神島村が合併して発足。
- 1965年（昭和40年）9月1日 - 市街地で住居表示を導入。鳥羽1〜4丁目が設定される。
- 1966年（昭和41年）3月24日 - アメリカ合衆国カリフォルニア州サンタバーバラ市と国際姉妹都市提携。
- 1977年（昭和52年）11月15日 - 国際観光文化都市に指定される。
- 2010年（平成22年）4月1日 - 過疎地域自立促進特別措置法の適用を受け、過疎地域となる[6]。

## 人口
| |                                        |  |
| 鳥羽市と全国の年齢別人口分布（2005年） | 鳥羽市の年齢・男女別人口分布（2005年） |  |
| ■紫色 ― 鳥羽市 ■緑色 ― 日本全国 | ■青色 ― 男性 ■赤色 ― 女性              |  |
| 鳥羽市（に相当する地域）の人口の推移 \| 1970年（昭和45年） \| 29,462人 \| \| \| 1975年（昭和50年） \| 29,346人 \| \| \| 1980年（昭和55年） \| 28,812人 \| \| \| 1985年（昭和60年） \| 28,363人 \| \| \| 1990年（平成2年） \| 27,320人 \| \| \| 1995年（平成7年） \| 26,806人 \| \| \| 2000年（平成12年） \| 24,945人 \| \| \| 2005年（平成17年） \| 23,067人 \| \| \| 2010年（平成22年） \| 21,435人 \| \| \| 2015年（平成27年） \| 19,448人 \| \| \| 2020年（令和2年） \| 17,525人 \| \| |                                        |  |
| 総務省統計局 国勢調査より |                                        |  |
| 1970年（昭和45年） | 29,462人                               |  |
| 1975年（昭和50年） | 29,346人                               |  |
| 1980年（昭和55年） | 28,812人                               |  |
| 1985年（昭和60年） | 28,363人                               |  |
| 1990年（平成2年） | 27,320人                               |  |
| 1995年（平成7年） | 26,806人                               |  |
| 2000年（平成12年） | 24,945人                               |  |
| 2005年（平成17年） | 23,067人                               |  |
| 2010年（平成22年） | 21,435人                               |  |
| 2015年（平成27年） | 19,448人                               |  |
| 2020年（令和2年） | 17,525人                               |  |

## 行政

### 市政

#### 市長
- 市長 ：小竹篤
- 副市長 ：立花充

歴代市長
- 初代 - 中村幸吉（1954年12月11日 - 1966年12月10日）
- 2代 - 谷本荘司（1966年12月11日 - 1985年3月20日）
- 3代 - 浜口光彦（1985年4月21日 - 1989年4月20日）
- 4代 - 水谷皓一（1989年4月21日 - 1997年4月20日）
- 5代 - 井村均（1997年4月21日 - 2005年4月20日）
- 6代 - 木田久主一（2005年4月21日 - 2017年4月20日）
- 7代 - 中村欣一郎（2017年4月21日 - 2025年4月20日）
- 8代 - 小竹篤（2025年4月21日 - ）

消防
- 鳥羽市消防本部

### 入湯税
鳥羽温泉郷の温泉宿があるにもかかわらず、温泉開発が民間主導であり市が源泉を持っていない、運び湯の旅館も多いなどの理由で、鳥羽市は入湯税を徴収していなかった。市は民間と協議を重ね、使途比率について合意形成ができたことから、2007年（平成19年）4月より入湯税の徴収を開始した。2006年（平成18年）度までは入湯税収入が0だったが、2019年（平成31/令和元年）度の収入は1億7362万7千円と、日本全国で第17位（三重県1位）に位置する。
鳥羽市は「鳥羽市鉱泉源保護管理整備補助金交付規定」を制定し、使途を観光振興に5割、鉱泉源保護に3割、消防施設等と環境衛生施設に1割ずつと定めた。このうち鉱泉源保護の分は鳥羽市温泉振興会へ補助金として交付し、残る7割は「鳥羽市観光振興基金」として積み立て、適宜、観光振興事業に使うという仕組みを導入した。使途は観光基本計画やアクションプログラムに明記されたものに限定し、基金は財政課が管理することになった。この仕組みは「鳥羽方式」と呼ばれるようになった。
基金化したことで、単年度主義・予算主義に陥らずに済むという利点がある。例えば、東日本大震災が発生した際に、基金を利用してすぐに観光キャンペーンを打つことができた。また基金の創設により、観光行政を担当する職員数や観光関連の予算が増加した。市観光課では、基金の使い勝手が良いだけに、結果・成果をきちんと示す必要があると考えている。

### 国の機関
- 海上保安庁第四管区海上保安本部鳥羽海上保安部

### 県の機関
- 三重県警察鳥羽警察署

## 議会

### 鳥羽市議会（真珠議会）
鳥羽市議会議員定数　条例定数14人　現員数14人 任期：平成23年5月1日から平成27年4月30日

- 議長：野村保夫　就任：平成25年5月14日
- 副議長：坂倉広子　就任：平成25年5月14日

2011年（平成23年）より、鳥羽市議会では6月定例会を「真珠議会」と位置付けた。鳥羽出身の真珠王・御木本幸吉像や御木本の語録のパネルを議場内外に設置したり、各議員が真珠製品を身に付けて議会に出席するなどして真珠養殖発祥の地をアピールしている。
※なお、衆議院議員選挙の選挙区は「三重県第4区」、三重県議会議員選挙の選挙区は「鳥羽市選挙区」（定数：1）、となっている。

## 経済

### 産業
変化に富んだリアス式海岸の海を、観光業と水産業の両面に活用している。市内には大規模なホテルから小規模の民宿まで、多くの宿泊施設が立地する。
鳥羽市の漁業は鳥羽磯部漁業協同組合が管轄する。養殖業ではカキ（浦村かき）や真珠が有名。海の幸としてはこのほかイセエビやアワビ、海苔なども産する。日本国内では珍しい市立の水産研究機関「鳥羽市水産研究所」がある。畜産では加茂牛の飼育が行われている。

#### 漁港
- 安楽島漁港
- 舟越漁港
- 石鏡漁港：ゴジラ (1954年の映画)でゴジラが初上陸した架空の島「大戸島」として撮影が行われた[21]
- 神島漁港
- 国崎漁港
- 桃取漁港
- 本浦漁港
- 小浜漁港
- 相差漁港
- 坂手漁港
- 菅島漁港
- 答志漁港
- 和具漁港

#### 海女のまち条例
上記のように貝類などを豊富に産する志摩地方では、それらを潜って採取する海女漁が古くから盛んである。海女がとった水産物や海女による語りを売り物にする料理店や、ミキモト真珠島での実演は観光資源にもなっている。全国におよそ2000人程度いる海女のうち、鳥羽市は約500人（2010年時点）と最多である。「鳥羽・志摩の海女漁の技術」が国の無形民俗文化財に指定されたことを受けて、鳥羽市議会は2017年10月2日「海女のまち条例」を全会一致で可決し、即日施行された。海女漁の振興や、後継者育成による文化継承などに取り組む。2017年に海女漁業と真珠養殖業が評価され日本農業遺産に認定された。

#### 本社を置く企業
- 伊勢湾フェリー株式会社
- 株式会社鳥羽国際ホテル
- 鳥羽シーサイドホテル株式会社
- 株式会社ブランカ（シェル・レーヌの製造販売）
- 株式会社三重寿庵
- 株式会社ミキモト真珠島

### 日本郵政グループ
（2012年12月現在）
- 日本郵便株式会社

- 鳥羽郵便局（鳥羽） - 集配局。
- 鳥羽錦町郵便局（鳥羽）
- 長岡郵便局（相差町＝おうさつちょう）
- 鳥羽鏡浦郵便局（浦村町）
- 加茂郵便局（岩倉町）
- 鳥羽坂手郵便局（坂手町　※坂手島）

- 鳥羽答志郵便局（答志町　※答志島）
- 桃取郵便局（桃取町　※答志島）
- 鳥羽菅島郵便局（菅島町　※菅島）
- 鳥羽神島郵便局（神島町　※神島）
- 小浜（おはま）簡易郵便局（小浜町）
- 鳥羽池上（いけがみ）簡易郵便局（池上町）

- ゆうちょ銀行
  - 名古屋支店　鳥羽ショッピングプラザハロー内出張所（大明西町＝おあきにしまち）（ATMのみ／ホリデーサービスも実施）
  - 名古屋支店　鳥羽一番街内出張所（鳥羽）（ATMのみ／ホリデーサービスも実施）

その他簡易郵便局を除く各郵便局にATMが設置されており、鳥羽郵便局ではホリデーサービスを実施。なお、離島の各郵便局は平日（月〜金）のみの稼働となっている。
※離島を含む鳥羽市全域の郵便番号は「517-00xx」（鳥羽郵便局の集配担当／伊勢市（朝熊町の一部）もこれに該当）となっている。

## 姉妹都市・提携都市

### 海外
姉妹都市
- サンタバーバラ市（アメリカ合衆国カリフォルニア州）
1966年(昭和41年)3月24日 姉妹都市提携

### 日本国内
姉妹都市
- 三田市（兵庫県）
2011年(平成23年)7月1日 友好都市提携 - 九鬼氏を通じた交流がきっかけで友好都市提携が結ばれた[25][26]。

## 交通

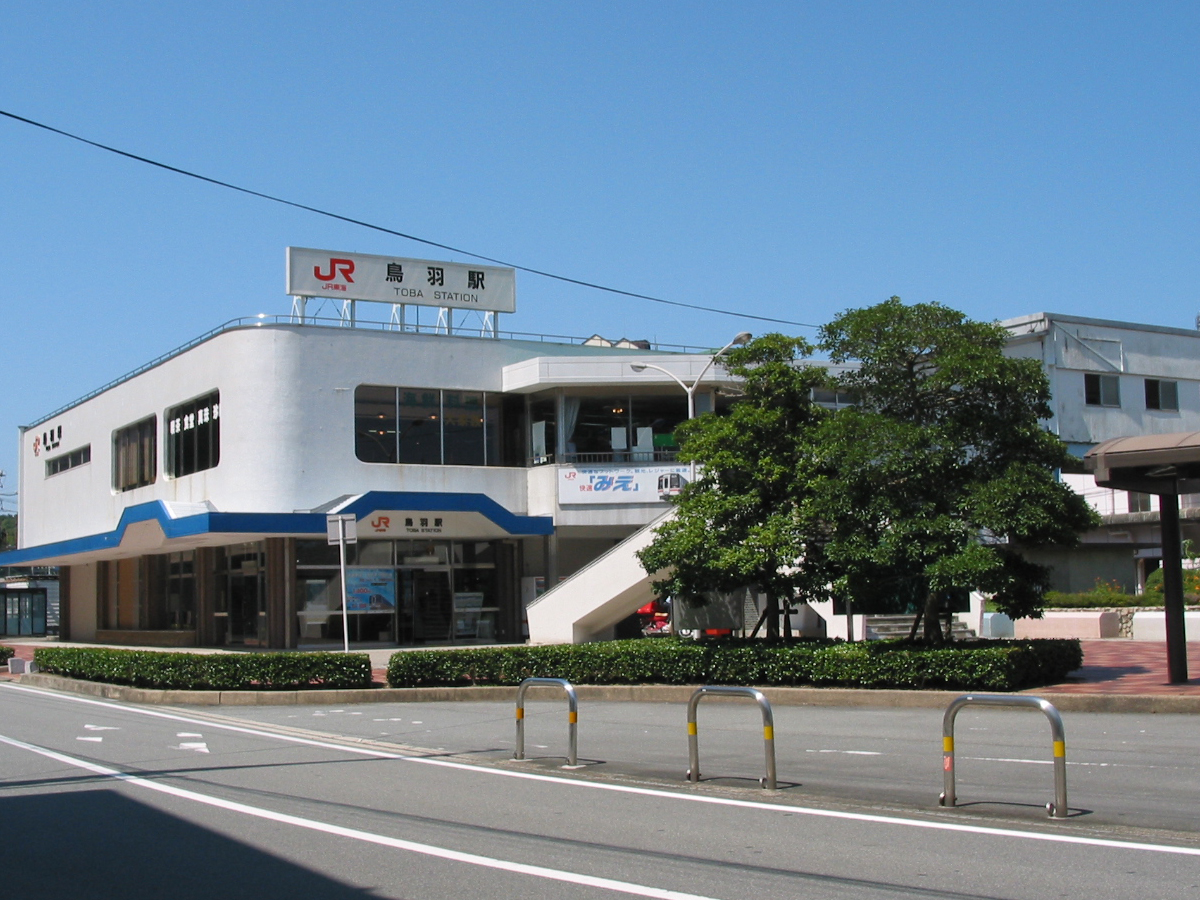
鳥羽駅

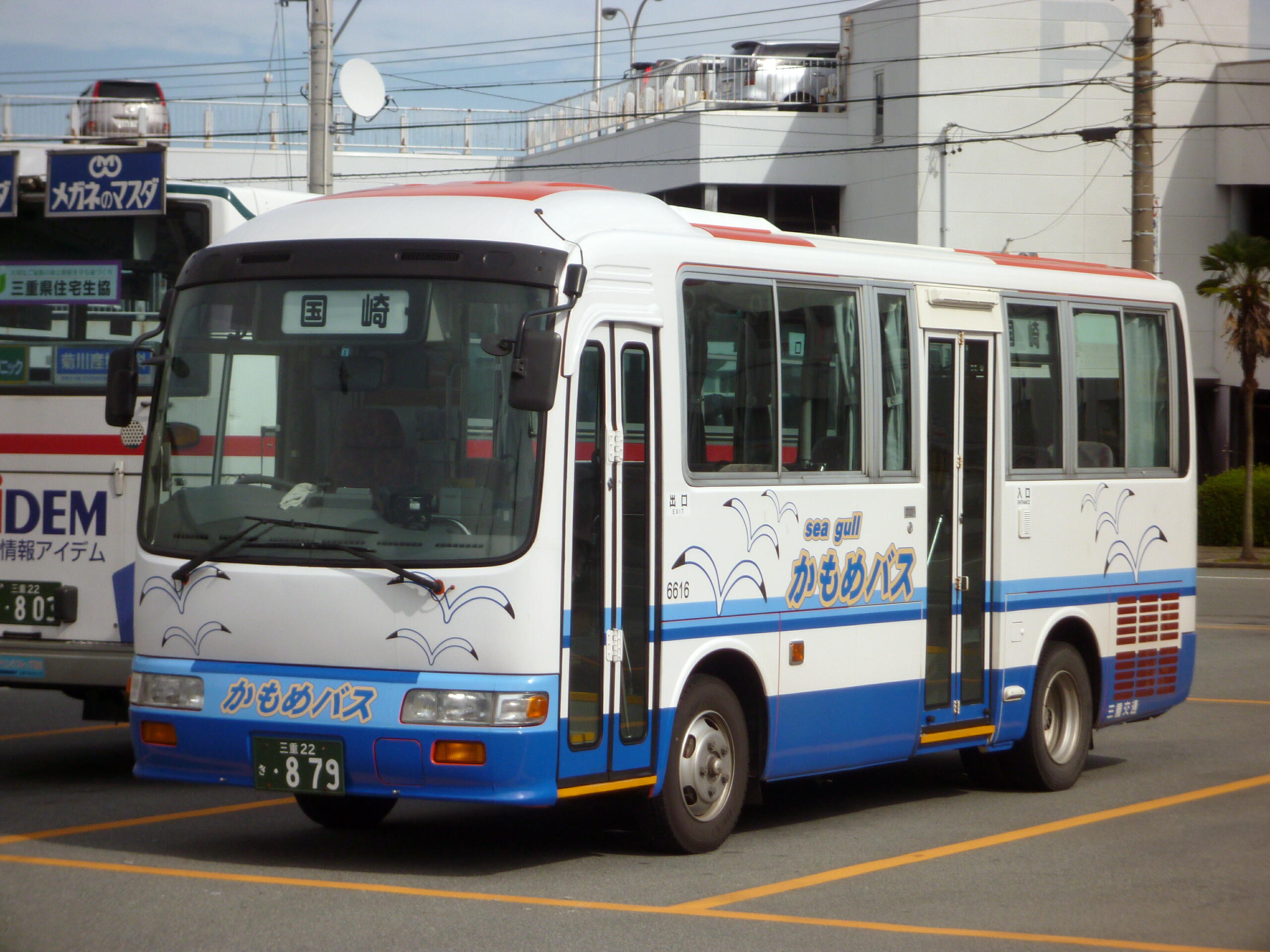
かもめバス

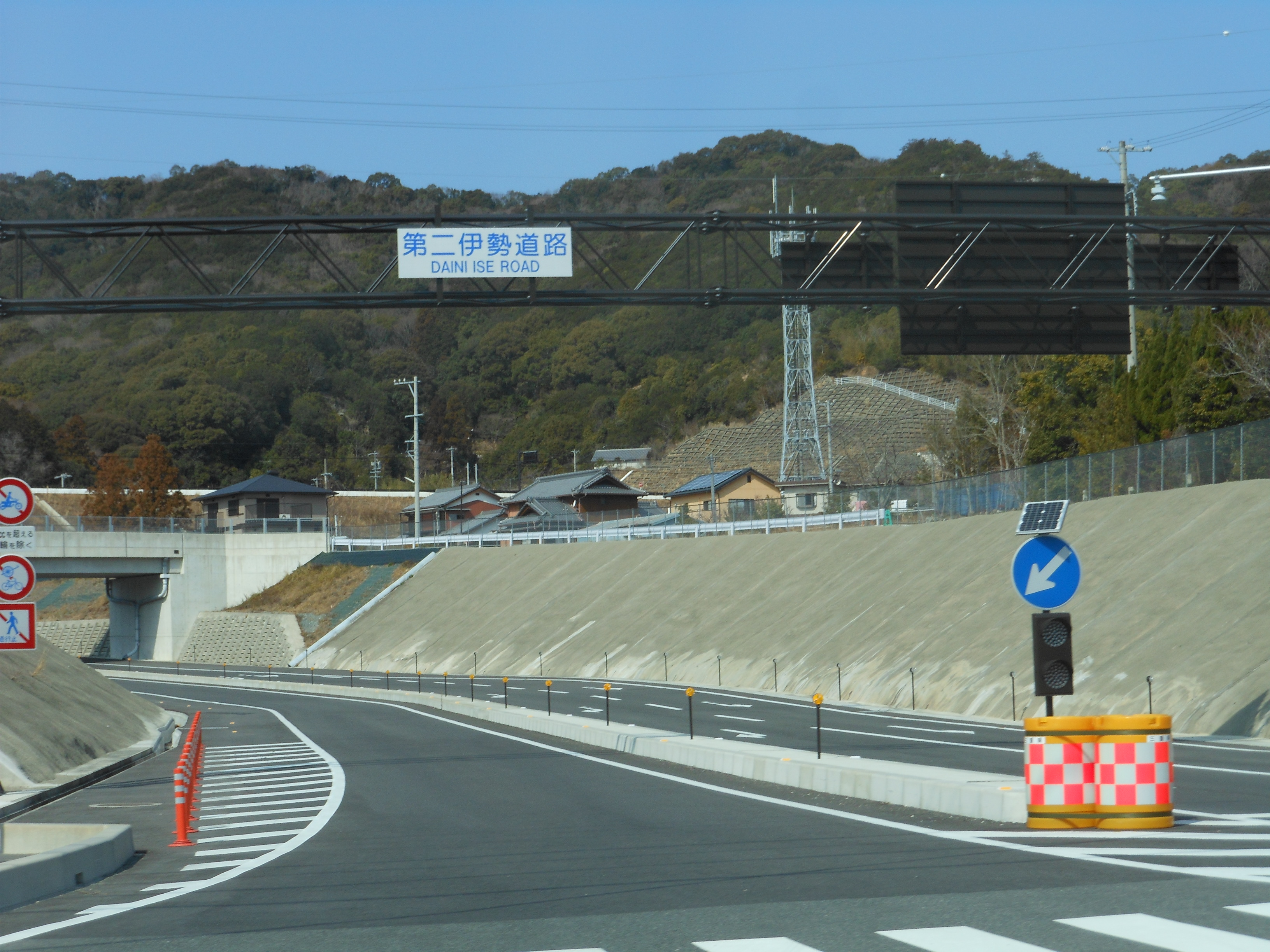
鳥羽南・白木IC

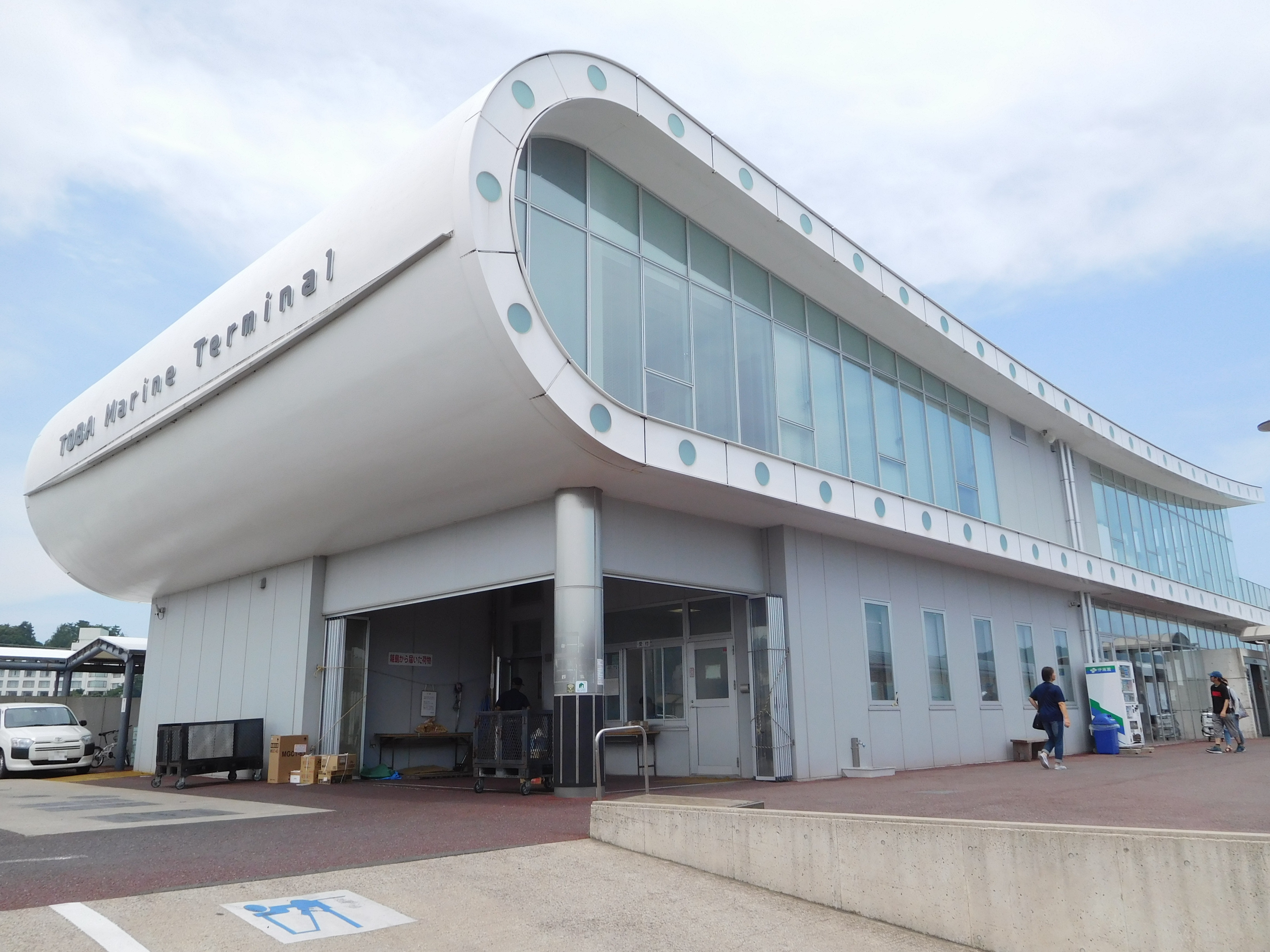
鳥羽港

### 鉄道
市の中心となる駅：鳥羽駅
東海旅客鉄道（JR東海）
■ 参宮線：（伊勢市） - 鳥羽駅
近畿日本鉄道（近鉄）
■ 鳥羽線：（伊勢市）- 池の浦駅 - 鳥羽駅
■ 志摩線：- 鳥羽駅 - 中之郷駅 - 志摩赤崎駅 - 船津駅 - 加茂駅 - 松尾駅 - 白木駅 - （志摩市）

### 路線バス
- かもめバス（鳥羽市営路線バス） - 2009年10月1日に運行開始。（三重交通の市内路線から転換）
- 三重交通 - 市外との連絡路線、およびCANばすを運行。

### 高速バス
- 東京高速バス： 大宮駅・池袋駅・新宿駅・立川駅・横浜駅 - 伊勢市駅・鳥羽BC （三重交通、三交伊勢志摩交通、西武観光バス） ※夜行

### 道路
有料道路
- 伊勢志摩スカイライン

地域高規格道路
- 伊勢志摩連絡道路
  - 第二伊勢道路 :（伊勢市） - 鳥羽南・白木IC

一般国道
- 国道42号
- 国道167号
- 国道259号

主要地方道
- 三重県道37号鳥羽松阪線
- 三重県道47号鳥羽磯部線

一般県道
- 三重県道128号鳥羽阿児線（パールロード）
- 三重県道750号阿児磯部鳥羽線
- 三重県道759号答志桃取線

### 船舶
- 鳥羽港
  - 伊勢湾フェリー（伊良湖行き）
  - 鳥羽市営定期船（中之郷・佐田浜〔鳥羽マリンターミナル〕⇔坂手・菅島・答志島・神島）
- 神島港
  - 神島観光船（伊良湖行き）

## 教育

### 大学
国立
- 名古屋大学大学院理学研究科附属臨海実験所

### 高等専門学校
国立
- 鳥羽商船高等専門学校

### 高等学校
県立
- 三重県立鳥羽高等学校

### 中学校
市立
- 鳥羽市立鳥羽東中学校
- 鳥羽市立加茂中学校
- 鳥羽市立答志中学校
- 鳥羽市立神島中学校

廃校
- 鳥羽市立長岡中学校（2022年に廃校）
- 鳥羽市立鏡浦中学校（2014年に廃校）[27]

### 小学校
市立
- 鳥羽市立鳥羽小学校
- 鳥羽市立安楽島小学校
- 鳥羽市立加茂小学校
- 鳥羽市立弘道小学校
- 鳥羽市立菅島小学校
- 鳥羽市立答志小学校
- 鳥羽市立神島小学校

休校中
- 鳥羽市立坂手小学校（2009年休校）

廃校
- 鳥羽市立小浜小学校（2007年休校、2009年廃校）
- 鳥羽市立国崎小学校（2011年廃校）
- 鳥羽市立桃取小学校（2017年廃校[28]）
- 鳥羽市立鏡浦小学校（2021年廃校）

## 名所・旧跡・観光スポット・祭事・催事

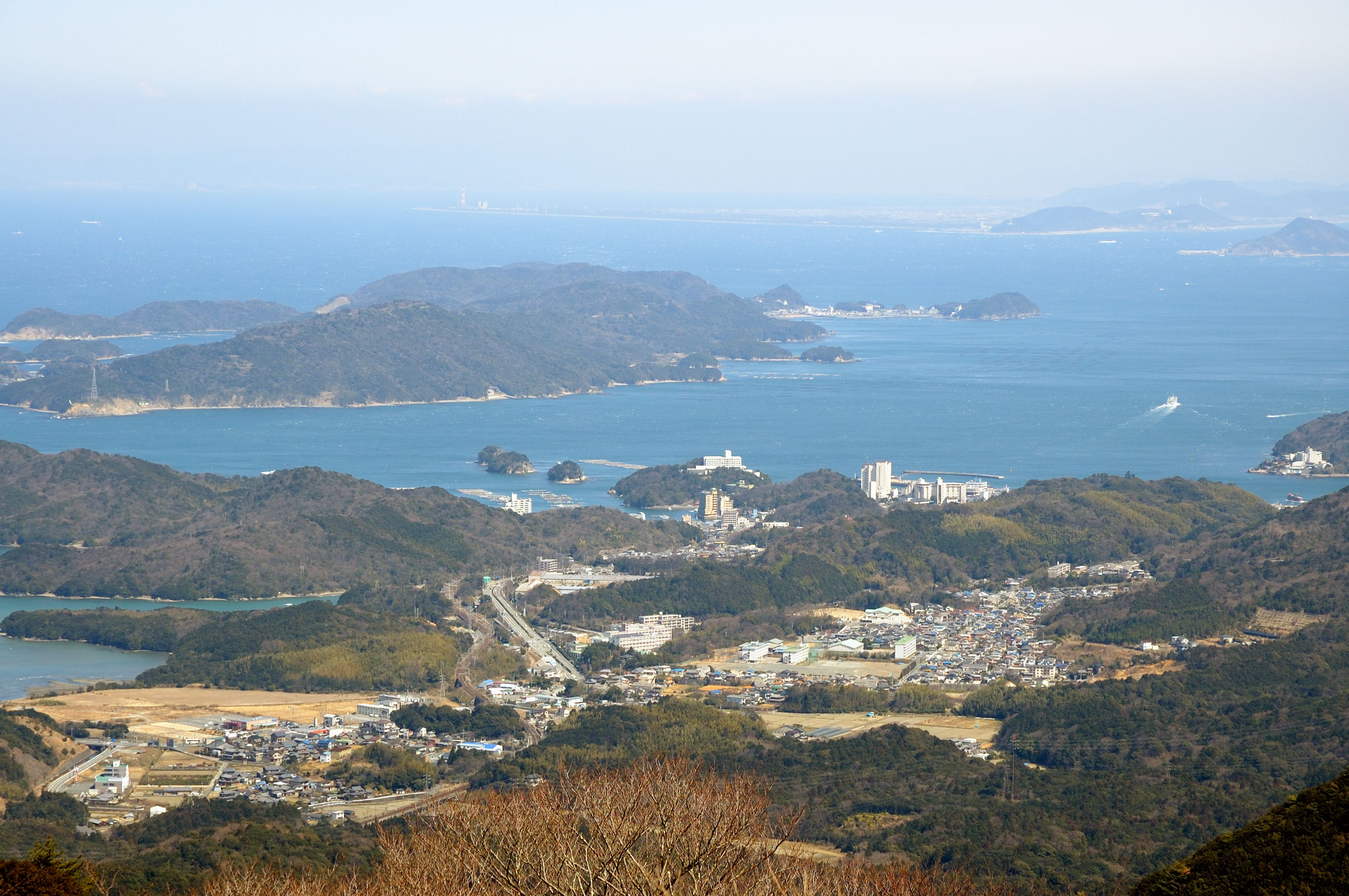
鳥羽市街
（伊勢志摩スカイラインより撮影）

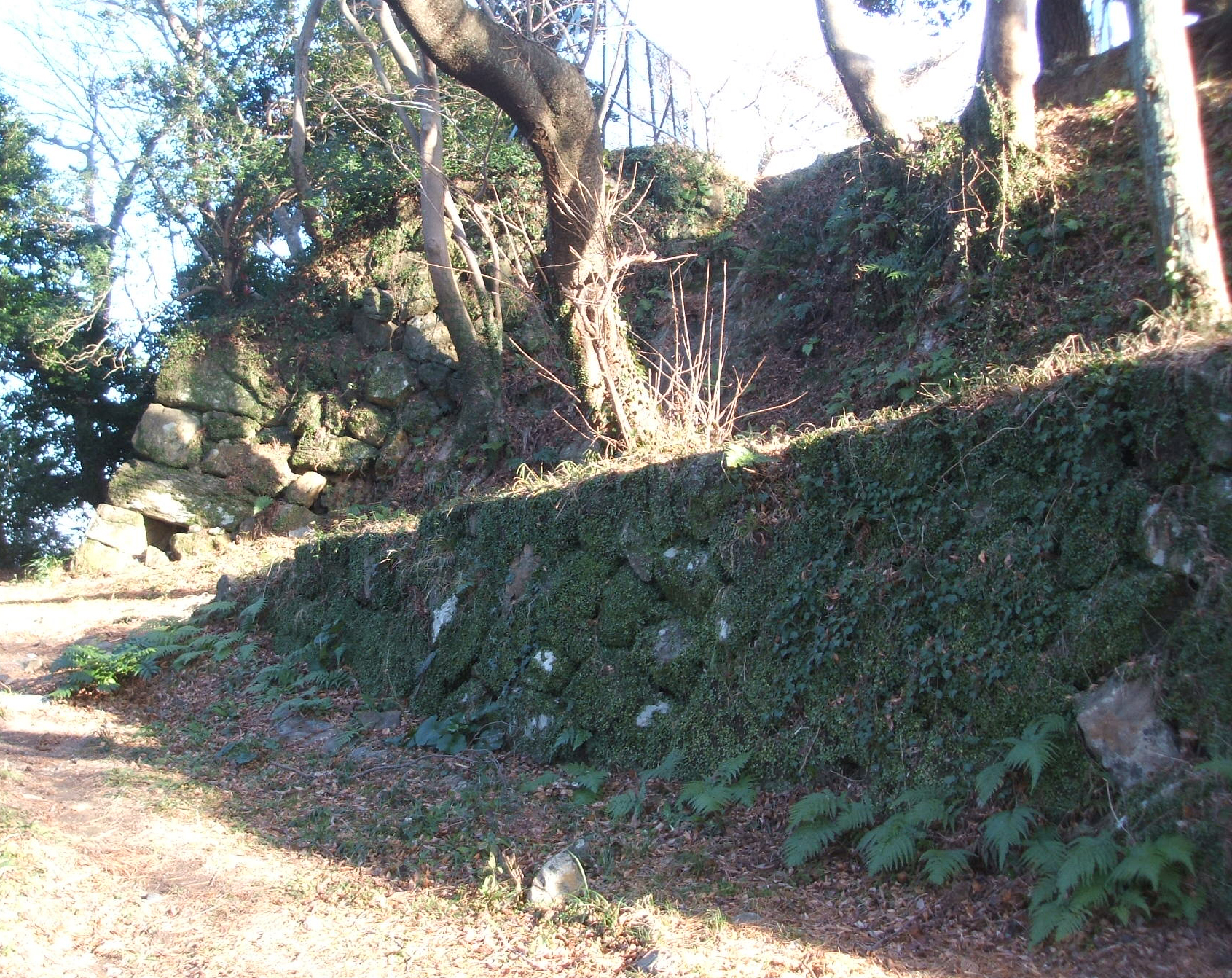
鳥羽城

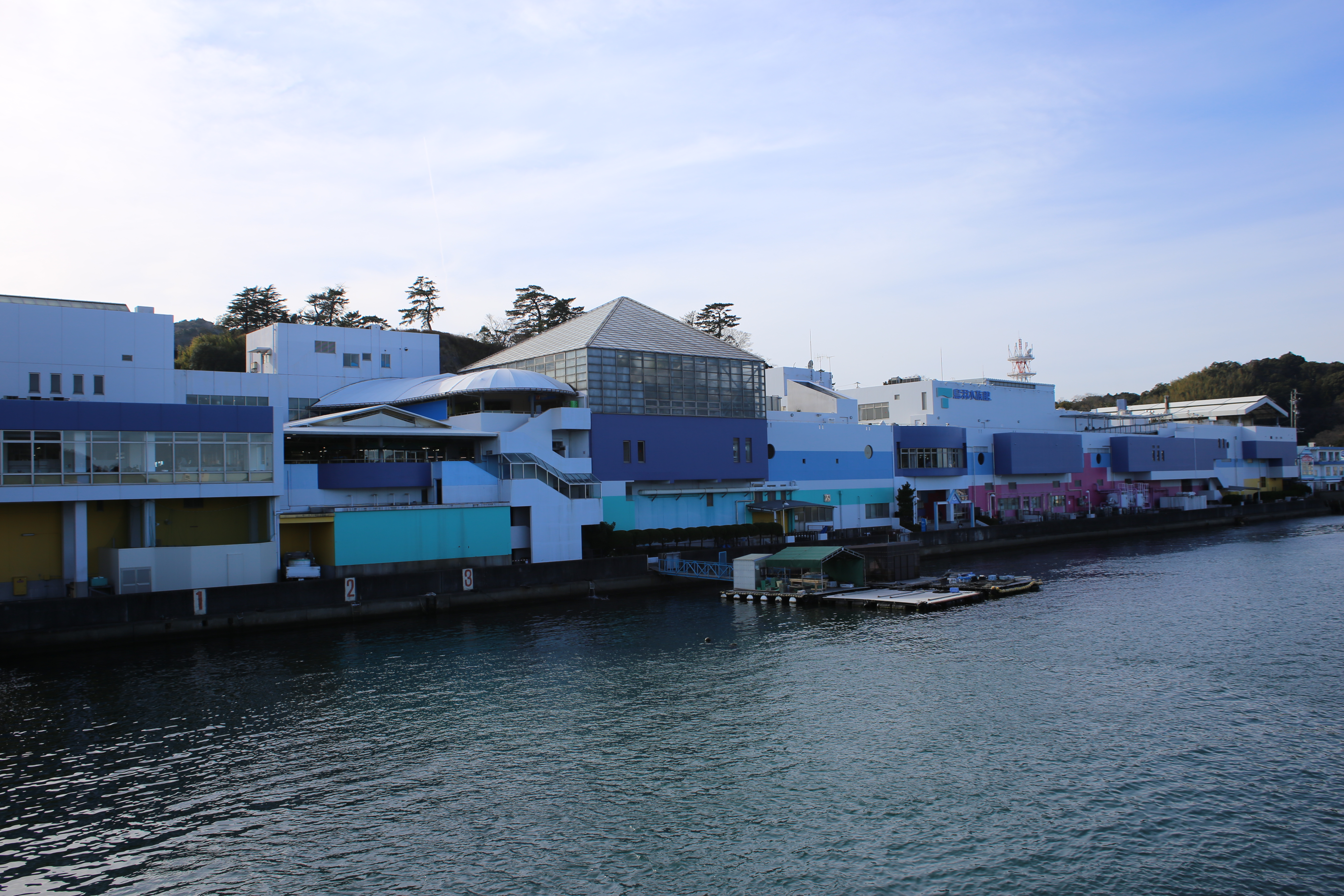
鳥羽水族館

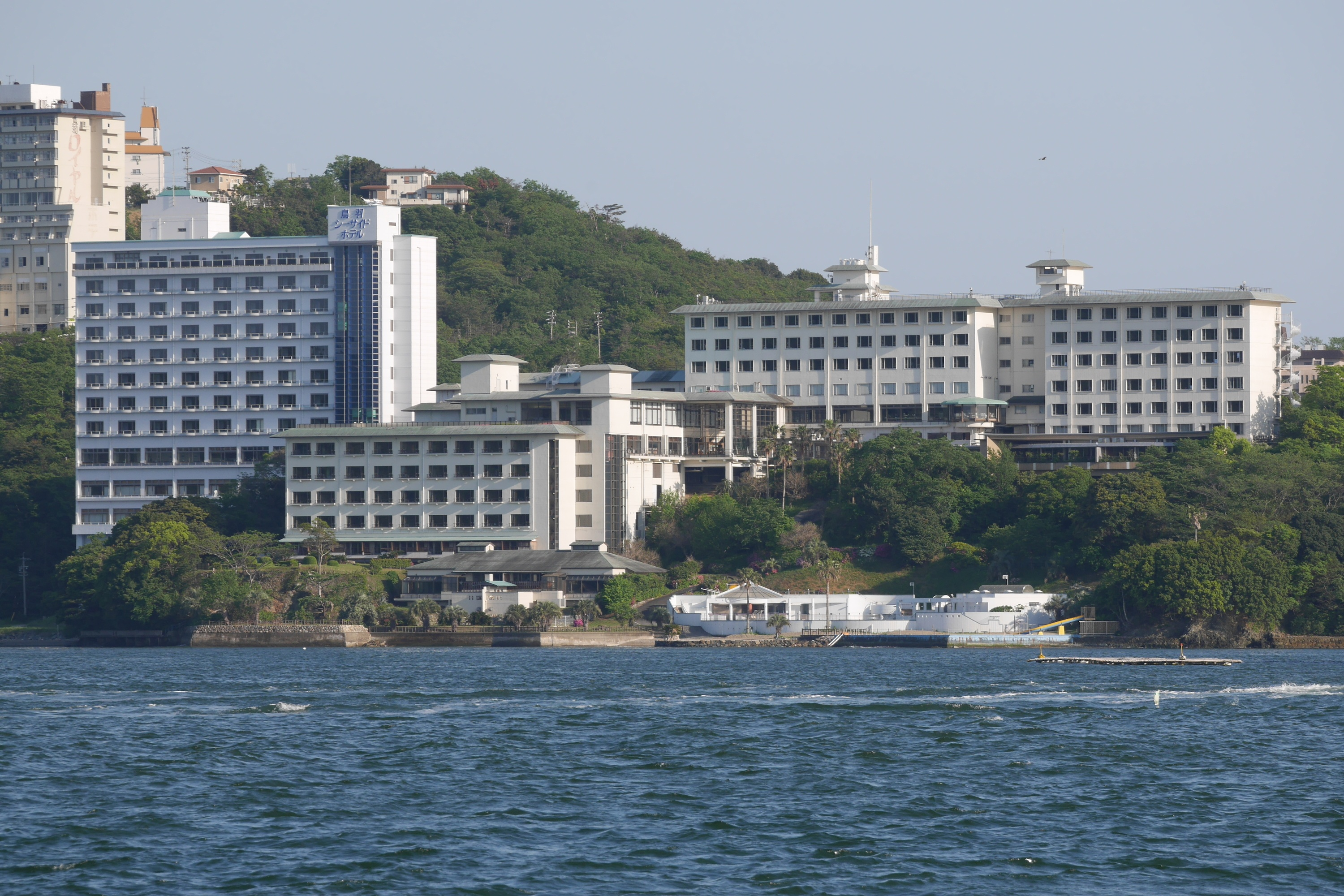
鳥羽シーサイドホテル

観光産業は観光都市を標榜する鳥羽市の基幹産業である。2007年度の観光客入込客数は約461万人であり、三重県内では伊勢市、桑名市に次いで第3位である。

### 名所・旧跡
- 青峰山正福寺 - 志摩市との境にあり、地元漁業関係者の信仰を集めている。
- 鳥羽城跡 - 県史跡。
- 丸山庫蔵寺
- 伊射波神社 - 志摩国一宮
- 賀多神社 - ゴジラゆかりの神社。
- 赤崎神社
- 神明神社石神さん（相差）
- 彦瀧大明神
- 海士潜女神社
- 常安寺 - 九鬼嘉隆の菩提寺。
- おばたけ遺跡
- 旧鳥羽小学校校舎

### 観光スポット
- ミキモト真珠島
- 鳥羽水族館 - 文部科学省指定の私営水族館。鳥羽市最大の観光スポット。
- 鳥羽展望台
- 鳥羽市立海の博物館
- イルカ島海洋遊園地
- 志摩マリンレジャー（鳥羽湾遊覧船）
- 神島 - 三島由紀夫の小説「潮騒」の舞台として有名。物語の舞台となった場所や三島が下宿した家屋などが観光スポットとして保存されている。
- 答志島 - 九鬼嘉隆の首塚・胴塚がある。
- 菅島 - 明治6年（1873年）に建設されたレンガ造りの日本最古の洋式灯台がある。
- 坂手島 - 江戸川乱歩の妻の実家がある。
- 鳥羽中央公園
- 江戸川乱歩館 - 岩田準一の生家を利用した施設「鳥羽みなとまち文学館〜江戸川乱歩館〜」だったが、2021年10月の火災により移転し、展示内容を江戸川乱歩と岩田準一に特化した施設として2023年4月29日に再オープンした[30]。
- 鳥羽マルシェ

#### 海水浴場
- 安楽島ビーチ
- 鳥羽白浜海水浴場
- 千鳥ヶ浜ビーチ
- しろんご浜

### 祭り
- ゲーター祭：1月1日（神島）
- 青峰山御船祭（旧1月18日）
- 赤崎祭：6月22日（鳥羽4丁目赤崎神社）
- 熨斗あわびまつり・御潜神事：7月上旬（国崎）
- しろんご祭：7月11日（菅島）
- 相差天王くじら祭：7月14日（相差）
- 鳥羽みなとまつり：7月第4金曜日（鳥羽湾）
- 志摩加茂五郷の盆祭行事（大念仏、火柱祭り）：8月15日（河内、松尾ほか）
- 二船祭：11月23日（国崎）

### その他
- 日本の音風景100選：伊勢志摩の海女の磯笛

## ゆかりの著名人

### 武将
- 九鬼嘉隆 - 水軍武将（生まれは現志摩市域）
- 小浜景隆 - 戦国武将

### 実業家
- 門野幾之進 - 千代田生命保険創業者。
- 御木本幸吉 - 真珠養殖の先駆者
- 石原恒和 - 株式会社ポケモン社長[注 1]

### 文化・芸術
- 三浦樗良 - 俳諧師
- 梶井基次郎 - 小説家。少年時代に居住していた。
- 鳥羽一郎（兄） 山川豊（弟） - 兄弟歌手
- 渡瀬マキ - 歌手。リンドバーグのボーカル。
- 五木ひろし - 歌手。幼少期に3年間居住、生まれは京都府[31]。
- 岩田準一 - 画家。風俗研究家。竹久夢二の弟子。
- 嶋谷自然 - 日本画家
- はっとりみつる - 漫画家。
- おおたはるか - 洋画家、水彩画家。
- 須藤五郎 - 宝塚歌劇団にて音楽監督、後日本共産党参議院議員を4期務める。
- 玉木明 - 切手デザイナー[32]

### 教育・学術
- 近藤真琴 - 教育家、鳥羽商船学校創設者
- 中村菊男 - 政治学者[33]
- 山本美越乃 - 経済学者、元・京都帝国大学総長
- 小久保純一 - 教育家、大阪夕陽丘学園短期大学学長

### 政治・行政
- 西村泰彦 - 警察官僚、元警視総監、元内閣危機管理監[34]、宮内庁次長
- 木田久主一 - 元鳥羽市長、元三重県議会議員

### スポーツ
- 志州山真国 - 元大相撲力士、出羽海部屋[35]
- 角谷萌々果 - レスリング選手[36]、アイシン・エィ・ダブリュ所属[37]

## 鳥羽市を舞台とした作品
- 江戸川乱歩『パノラマ島奇談』（1926年、『新青年』連載） - 作中ではM県S郡と書かれているが、舞台は鳥羽であるとされる[38]。
- 梶井基次郎『海』
- 三島由紀夫『潮騒』
- 山本周五郎『扇野』
- ドラマ『ヤアになる日〜鳥羽・答志島パラダイス〜』（NHK BSプレミアム、2012年9月30日放送[39]、NHK津放送局制作[40]）
- 映画『トラック野郎・突撃一番星』（1978年、東映）
- 映画『ゴジラ』 - 作中で神楽のシーンがあるが、これは賀多神社の能を撮影したものである。
- 映画『釣りバカ日誌』 - 畔蛸町の畔蛸神社にロケ記念の寄せ書きが残されており、数人のスタッフの氏名が書かれている中に浜崎伝助の名がまぎれている。
- はっとりみつる『かいじゅう色の島』 - 作中でM県・知流島[41]とされている島は菅島をモデルとしている[42]。
- 宇仁田ゆみ『ゆるり水族館』 -  鳥羽水族館で展開される読み切り作品。中之郷駅も登場する。2021年6月16日発売のグランドジャンプ14号（集英社）に掲載[43]。

## 備考
- 市内の沿岸部では浜松中継局の電波を通じて静岡県のテレビが越境受信できる地域がある。
- 2007年（平成19年）より町おこしの一環として、行政と地元飲食店が協力してとばーがーなるご当地グルメを誕生させた。
- マスコミの影響で一般に「とば」のように「と」を高くして発音されることが多いが、地元では「とば」のように平板に発音するのが正しいとされる[注 2]。
- ポケモン (企業)と鳥羽市が共同で事業展開する方針を固めた事を2017年6月1日に『毎日新聞』[44]が報じている。記事によれば、2020年東京五輪・パラリンピックに向けて、海外からの観光客を同市及びその周辺に呼び込む考えとの事。